# Шаба, Франсуа Жозеф
Франсуа Жозеф Шаба (фр. François Chabas; 2 января 1817, Бриансон — 17 мая 1882, Версаль) — французский египтолог, ученик Э. де Руже.

## Биография
Происходил из небогатой семьи, образование получил в городе Шалон, первоначально занимался торговлей вином. Самостоятельно выучил ряд языков, включая древнегреческий и латинский, а впоследствии начал учить древнеегипетский.
Талант Шаба особенно проявился в последовательном проведении грамматического метода (насколько позволяло состояние науки) при транскрипции иератических папирусов, которые он стал впервые как следует читать вместе с Гудвином. Шаба приходилось работать при самых неблагоприятных условиях: в провинциальном городе (Шалон-сюр-Сон), вдали от библиотек и музеев, не имея под руками восточной типографии. Он за свой счёт завёл еврейский и коптский шрифты; благодаря содействию Лепсиуса ему удалось получить иероглифический шрифт из Берлина.
Руже не всегда был благосклонен к Шаба: успехи превзошедшего его ученика не радовали его, и официальный представитель французской египтологии долго не допускал Шаба в члены института, куда он попал только в 1871 году. После Руже Шаба был первым кандидатом на кафедру египтологии в Collège de France, но, не желая покидать Шалон, отказался от неё в пользу Масперо. Был членом целого ряда научных академий, а затем президентом торгово-промышленной палаты и окружного совета в департаменте Сона и Луара. С 1876 по 1880 годы работал над изданием специального журнала «L’Égyptologie». В 1899 году в Шалоне ему открыт памятник. Кроме египтологии Шаба интересовался также и доисторической местной археологией и сам производил раскопки; его занимал вопрос и о доисторическом времени Египта.
Важнейшие труды Шаба посвящены изданию и объяснению иератических папирусов: «Papyrus magique Harris» (1860); «Les papyrus hiératiques de Berlin» (1863); «Voyage d’un Égyptien en Syrie, en Phénicie et en Palestine au XIV siècle» (1866); «Le Calendrier des jours fastes et néfastes de l’année égyptien» (1870); «Étude sur le papyrus Prisse» («Revue Archéol.»); «Maximes du scribe Ani» (в журнале «L’Égyptologie»). Одним из главных его интересов в истории Египта был период вторжения, правления и последующего изгнания из него гиксосов.
В 1862—1873 годах он издал 4 тома сборника «Mélanges Égyptologiques» в сотрудничестве с другими египтологами, где помещены его ценные работы о юридических папирусах (Abbot, Salt, Amhurst и другие) и письмах. Кроме этого, им были написаны монографии: «Les pasteurs en Égypte» (1868); «Recherches pour servir à l’Histoire de la XIX dyn.» (1873); «Études sur l’antiquité historique» (1872); «Hebraeo Aegyptiaca» (1872) и множество статей в различных периодических изданиях. Особенностью трудов Шаба является транскрипция иероглифов коптскими буквами. Собрание его статей предпринято Масперо в «Bibliothèque Égyptologique». Первый том (IX т. «Bibliothèque») содержал и пространную биографию Шаба, составленную его учеником Вирэ. В Шалор-сюр-Соне ему установлен памятник.

## Память
Бюст Франсуа Жозефа Шаба установлен в мемориале великих египтологов мира при Египетском музее в Каире.